# Ircinia clavata
Ircinia clavata är en svampdjursart som beskrevs av Thiele 1905. Ircinia clavata ingår i släktet Ircinia och familjen Irciniidae.
Artens utbredningsområde är havet utanför Chile. Inga underarter finns listade i Catalogue of Life.